# Прушков
Прушков или Пру̀шкув (на полски: Pruszków) е град в Мазовско войводство, Полша. Административен център е на Прушковски окръг. Обособен е в самостоятелна градска община с площ 19,19 км2.

## География
Градът е част от агломерацията на Варшава. Разположен е югозападно от столицата край река Утрата.

## История
Първото писмено споменаване на селището е от XVI век. Получава градски права през 1916 г. В периода 1975 – 1998 г. е част от Варшавското войводство.

## Население
Населението на града възлиза на 61 237 души (2017 г.). Гъстотата е 3191 души/км2.
Демография
- 1914 – 16 000 души
- 1939 – 27 100 души
- 1970 – 43 400 души
- 1990 – 53 700 души
- 2000 – 54 331 души
- 2008 – 55 971 души
- 2017 – 61 237 души

## Административно деление
Административно градът е разделен на 10 райони и микрорайони.
Райони (джелници)
- Бонки
- Гашин
- Жбиков
- Малихи
- Остоя
- Творки

Микрорайони (ошедли)
- Сташица (А и Б)
- Паркове
- Пруса
- Вигледовек

## Спорт
Градът е дом на футболния клуб Знич (Прушков).

## Градове партньори
- Еслинген, Германия
- Импрунета, Италия
- Прошков, Полша

## Фотогалерия
- Църква „Св. Кажимеж“
- Паметник на Тадеуш Косцюшко
- Железопътната гара
- Църква „Преображение Господне“ в Творки
- Музей на металургията
- Парк „Потулицки“
- Микрорайон „Сташица“
- Градския стадион
- Колодрум „BGŻ Arena“